# Henry R. Kahane
Henry R. Kahane (*Berlín, 2 de noviembre de 1902 - 1992) fue un romanista, lingüista e hispanista estadounidense.

## Biografía
De origen austriaco, estudió filología románica en Alemania y allí fue discípulo de Ernst Gamillscheg, Max Leopold Wagner (1880-1962) y  Gerhard Rohlfs (1892-1986). Enseñó filología románica en la Universidad de Illinois e hizo estudios de geografía lingüística mediterránea; es autor de gran número de artículos sobre lingüística en romance y fue editor junto con Angelica Pietrangeli de los Descriptive Studies in Spanish Grammar (Urbana: Univ. of Illinois Press, 1959).

## Obras
- Kahane, Henry. Animalia pyrricha / by Henry y Renée Kahane. G^ttingen : Vandenhoeck et Ruprecht, 1960.
- Kahane, Henry. Magic and gnosticism in the Chanson de Roland / Henry y Renée Kahane.
- Kahane, Henry. Mediterranean words / Henry y Renée Kahane. USA : [s.n], 1952.
- Kahane, Henry. The system of the verb in the Western languages / Henry  y Renée Kahane. Tübingen: Max Niemeyer, 1957.
- Kahane, Henry R.. Estructura del sistema de aspectos y tiempos del verbo griego antiguo : análisis funcional sincrónico de Martín Sánchez Ruipérez / revisión de Henry R. Kahane. s.l. : s.n., s.a
- Kahane, Henry R. Principles of comparative syntax / Henry R. Kahane. Louvain : Centre International de dialectologie Général, [1954].
- Kahane, Henry R.. Studies in French Laguage, Literature and History, presented to R.L. Graeme Ritchie : [reseñas bibliográficas] / Henry R. Kahane..
- Kahane, Henry R.. Syntactical juncture in colloquial Mexican Spanish / Henry R. Kahane y Richard Beym. Estados Unidos: Universidad de Illinois, 1948.
- Kahane, Henry R.. The augmentative feminine in the Romance Languages / Henry y Reneé Kahane. [s.l.] : Universidad de Illinois, 1948-1949. .
- Kahane, Henry R.. The mediterranean term surgere "to anchor" / Henry y Renée Kahane. . .
- Kahane, Henry R.. The position of the actor expression in colloquial mexican Spanish / Henry y Renée Kahane.
- Kahane, Henry R.. The verbal categories of colloquial brazilian portuguese / Henry R. Kahane. [Illinois]: Word, 1953.
- Kahane, Henry R.. The verbal categories of Judeo-spanish (1) ; The verbal categories of Judeo-spanish (II) / Henry R. Kahane y Sol Saporta. [Pensylvania, USA] : Hispanic Review, 1953.

## Fuente
- Kachru, Braj B. "Henry Kahane", Language, Volumen 81, Número 1, marzo de 2005, pp. 237-244.

- Datos: Q88739